# Купер (Техас)
Купер (англ. Cooper) — город в США, расположенный в северо-восточной части штата Техас, административный центр округа Делта. По данным переписи за 2010 год число жителей составляло 1969 человек, по оценке Бюро переписи США в 2016 году в городе проживало 1957 человек.

## История

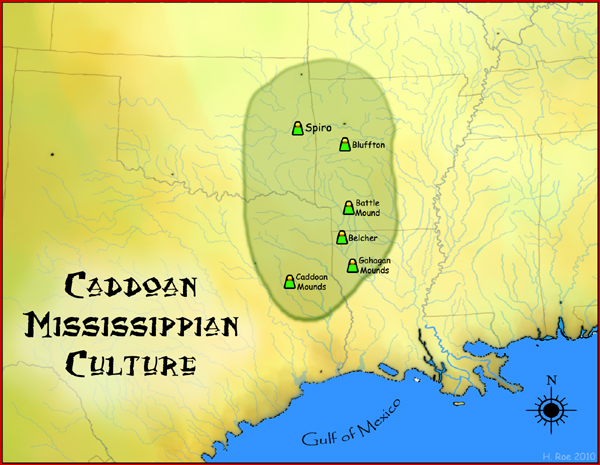
Местность, на которой сейчас находится Купер, была самой западной из территорий племён Кэддо

Первыми жителями территории были индейцы Кэддо, пришедшие в восточный Техас в 800-х годах нашей эры. Кэддо жили в прочных деревянных строениях и были искусными фермерами. Первым европейцем, побывавшим в регионе в 1750 году, стал французский исследователь Франсуа Эрве. В 1836 году Республика Техас официально закрепила регион в составе округа Ред-Ривер. В 1840 году территория отошла округу Ламар, а ещё через 6 лет — округу Хопкинс.

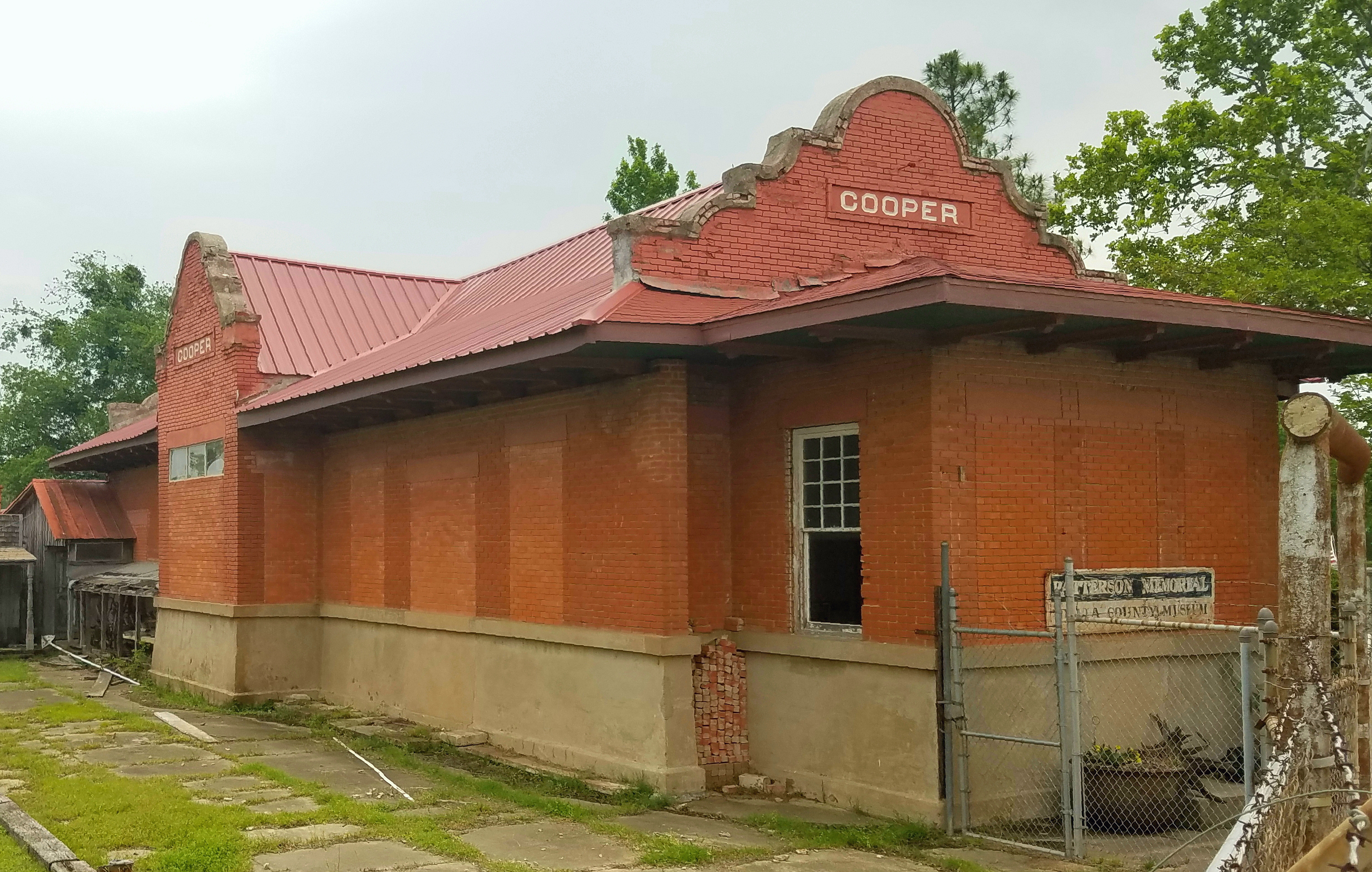
Депо железной дороги Texas Midland, построенное в 1913 году.

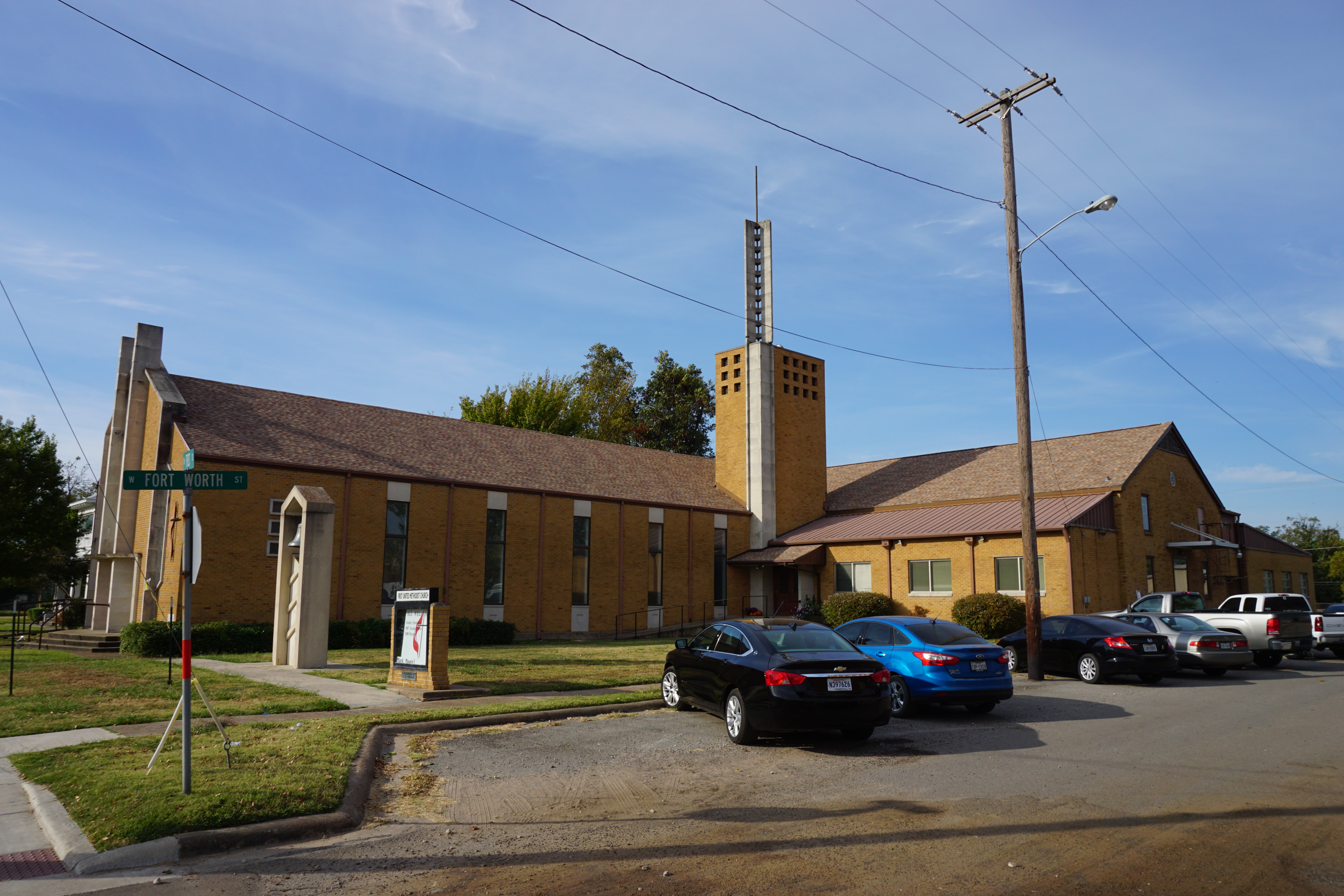
Первая объединённая методистская церковь Купера

Регион начал активно развиваться после гражданской войны. В 1868 году жители региона подписали петицию о создании нового округа между левым и правым притоками реки Салфер. Округ был создан 29 июля 1870 года, вскоре было создано поселение. Город был назван в честь техасского законодателя Лероя Купера, председателя комитета легислатуры Техаса, отвечавшего за администрирование границами и округами Техаса. Из-за треугольной формы новый округ получил название Делта (Дельта). Купер был выбран административным центром. В 1871 году в поселении появился почтовый офис, в 1881 году город получил устав, началось формирование органов местной власти. Вскоре в город пришла железная дорога Texas Midland Railroad. К 1896 году в городе проживало 1000 человек, функционировали две церкви, школа, банк, сапожник, гостиница, две кузницы, две мельницы, две хлопкоочистительные машины, три аптеки, восемь магазинов и две газеты: Delta Courier и People's Cause. Город является коммерческим и транспортным центром сельскохозяйственного региона.

## География
Купер находится в центральной части округа, его координаты: 33°22′19″ с. ш. 95°41′27″ з. д..
Согласно данным бюро переписи США, площадь города составляет около 3,8 км2, из которых примерно 3,7 км2 занято сушей, а менее 0,1 км2 — водная поверхность.

### Климат
Согласно классификации климатов Кёппена, в Купере преобладает влажный субтропический климат (Cfa).
| Показатель                                 | Янв.  | Фев.  | Март  | Апр. | Май  | Июнь | Июль | Авг. | Сен. | Окт. | Нояб. | Дек. |
| ------------------------------------------ | ----- | ----- | ----- | ---- | ---- | ---- | ---- | ---- | ---- | ---- | ----- | ---- |
| Абсолютный максимум, °C                    | 29,4  | 32,8  | 32,8  | 33,9 | 37,2 | 41,7 | 43,9 | 46,1 | 44,4 | 37,8 | 31,7  | 29,4 |
| Средний суточный максимум, °C              | 12    | 15    | 19    | 24   | 28   | 32   | 35   | 36   | 32   | 26   | 19    | 14   |
| Средний суточный минимум, °C               | −1    | 2     | 7     | 11   | 16   | 20   | 22   | 21   | 17   | 11   | 6     | 1    |
| Абсолютный минимум, °C                     | −17,8 | −18,3 | −11,7 | −2,8 | 2,2  | 8,9  | 11,7 | 9,4  | 3,9  | −5   | −10   | −20  |
| Норма осадков, мм                          | 75    | 85    | 93    | 104  | 130  | 96   | 73   | 56   | 100  | 102  | 101   | 87   |
| Источник: weatherbase.com, intellicast.com |       |       |       |      |      |      |      |      |      |      |       |      |

## Население
Согласно переписи населения 2010 года в городе проживало 1969 человек, было 771 домохозяйство и 500 семей. Расовый состав города: 77,2 % — белые, 14,8 % — афроамериканцы, 1,2 % — 
коренные жители США, 1,1 % — азиаты, 0 % (0 человек) — жители Гавайев или Океании, 2,8 % — другие расы, 2,8 % — две и более расы. Число испаноязычных жителей любых рас составило 6,1 %.
Из 771 домохозяйства, в 34,2 % живут дети младше 18 лет. 42,8 % домохозяйств представляли собой совместно проживающие супружеские пары (14,8 % с детьми младше 18 лет), в 17,8 % домохозяйств женщины проживали без мужей, в 4,3 % 
домохозяйств мужчины проживали без жён, 35,1 % домохозяйств не являлись семьями. В 31,5 % домохозяйств проживал только один человек, 15,5 % составляли одинокие пожилые люди (старше 65 лет). Средний размер домохозяйства составлял 2,46 человека. Средний размер семьи — 3,09 человека.
Население города по возрастному диапазону распределилось следующим образом: 28,8 % — жители младше 20 лет, 21 % находятся в возрасте от 20 до 39, 30,5 % — от 40 до 64, 19,5 % — 65 лет и старше. Средний возраст составляет 40,2 года.
Согласно данным опросов пяти лет с 2012 по 2016 годы, медианный доход домохозяйства в Купере составляет 27 583 доллара США в год, медианный доход семьи — 32 955 долларов. Доход на душу населения в городе составляет 17 033 доллара. Около 28,9 % семей и 36,6 % населения находятся за чертой бедности. В том числе 62,9 % в возрасте до 18 лет и 8,5 % старше 65 лет.

## Местное управление

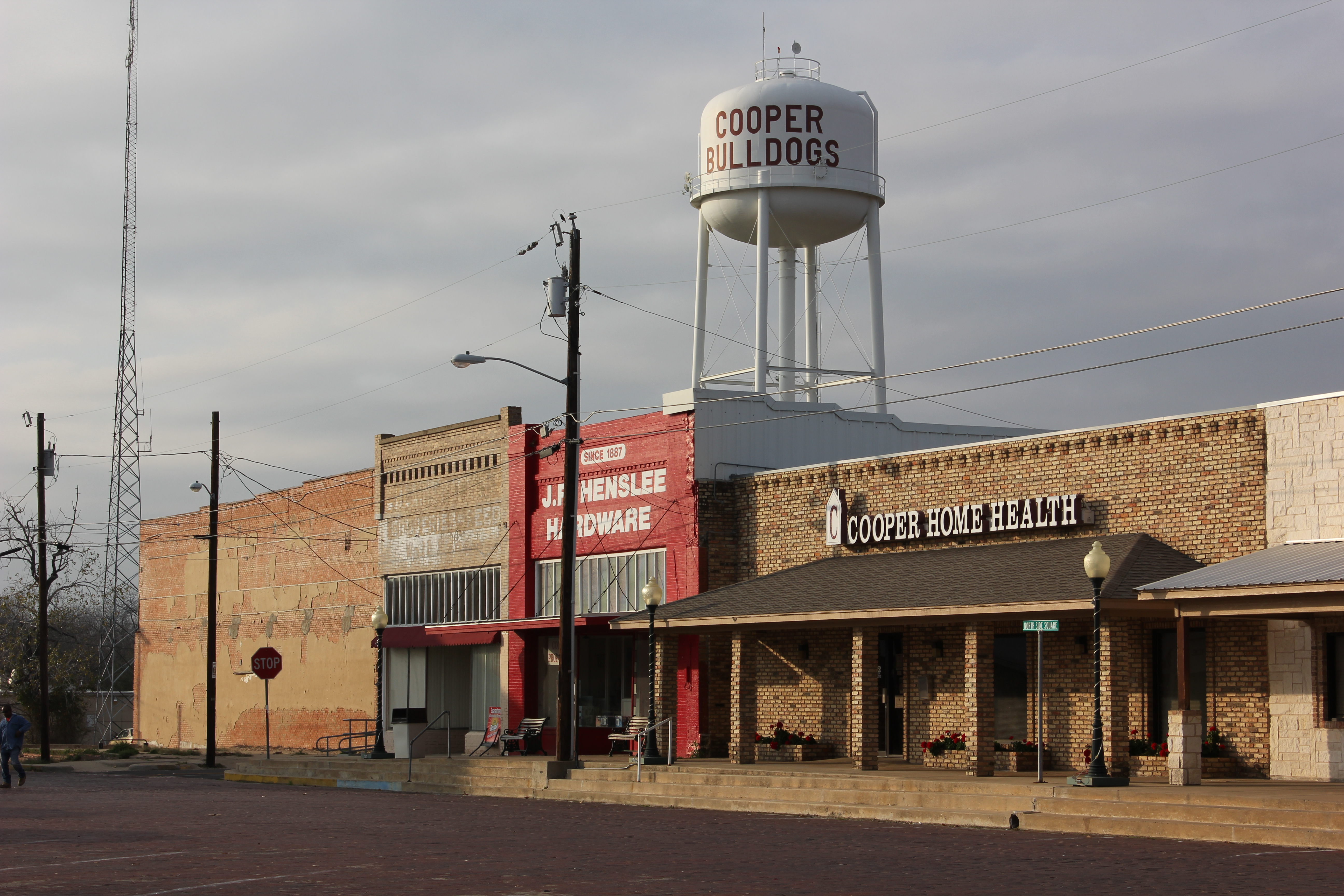
Предприятия на центральной площади Купера

Управление городом осуществляется мэром и городским советом, состоящим из 5 человек. Один из членов совета выбирается заместителем мэра.

## Инфраструктура и транспорт
Основными автомагистралями, проходящими через Купер, являются:
- автомагистраль 24 штата Техас идёт с севера от Париса на юго-запад к пересечению с I-30 в районе Кемпбелла.
- автомагистраль 146 штата Техас идёт с севера от Ливингстона на юг к пересечению с I-45 в районе Ла-Марка.

Ближайшим аэропортом, выполняющим коммерческие рейсы, является аэропорт Даллас/Лав-Филд. Аэропорт находится примерно в 145 километрах к юго-западу от Купера.

## Образование

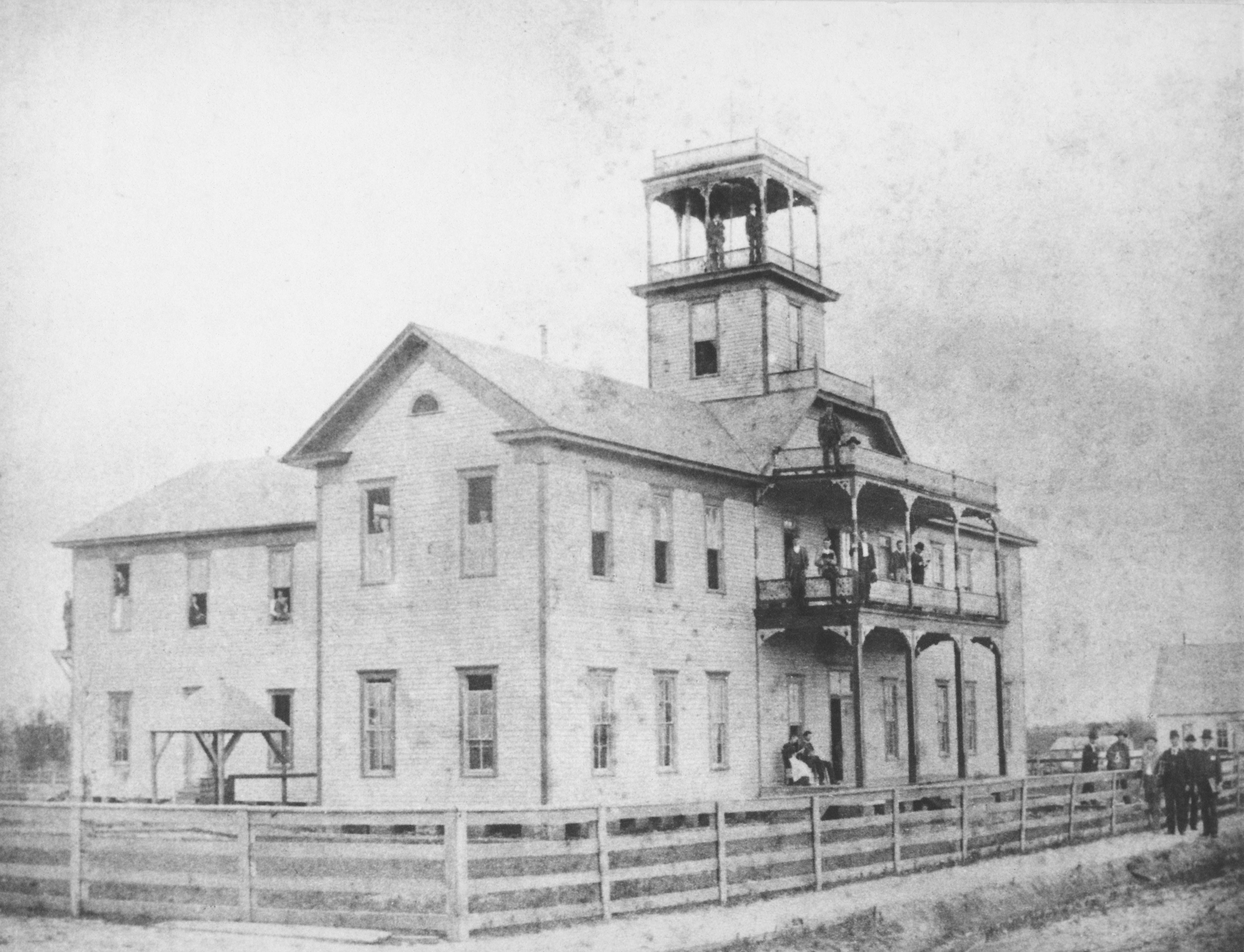
Первый кампус Нормального Колледжа Восточного Техаса (теперь Техасский университет A&M в Коммерсе) находился в Купере с 1889 по 1894 годы, до того как пожар уничтожил здание

Город обслуживается независимым школьным округом Купер.
В 1889 году в Купере был создан колледж East Texas Normal College, однако, в 1894 года, после пожара в здании колледжа, он переехал в соседний город Коммерс. Позже ВУЗ был переименован в East Texas State University, а сейчас является филиалом Техасского университета A&M.

## Экономика
Согласно финансовому аудиту за 2016-2017 финансовый год, Купер владел активами на $8,57 млн, долговые обязательства города составляли $4,39 млн. Доходы города составили $0,8 млн, расходы города — $0,97 млн.

## Отдых и развлечения

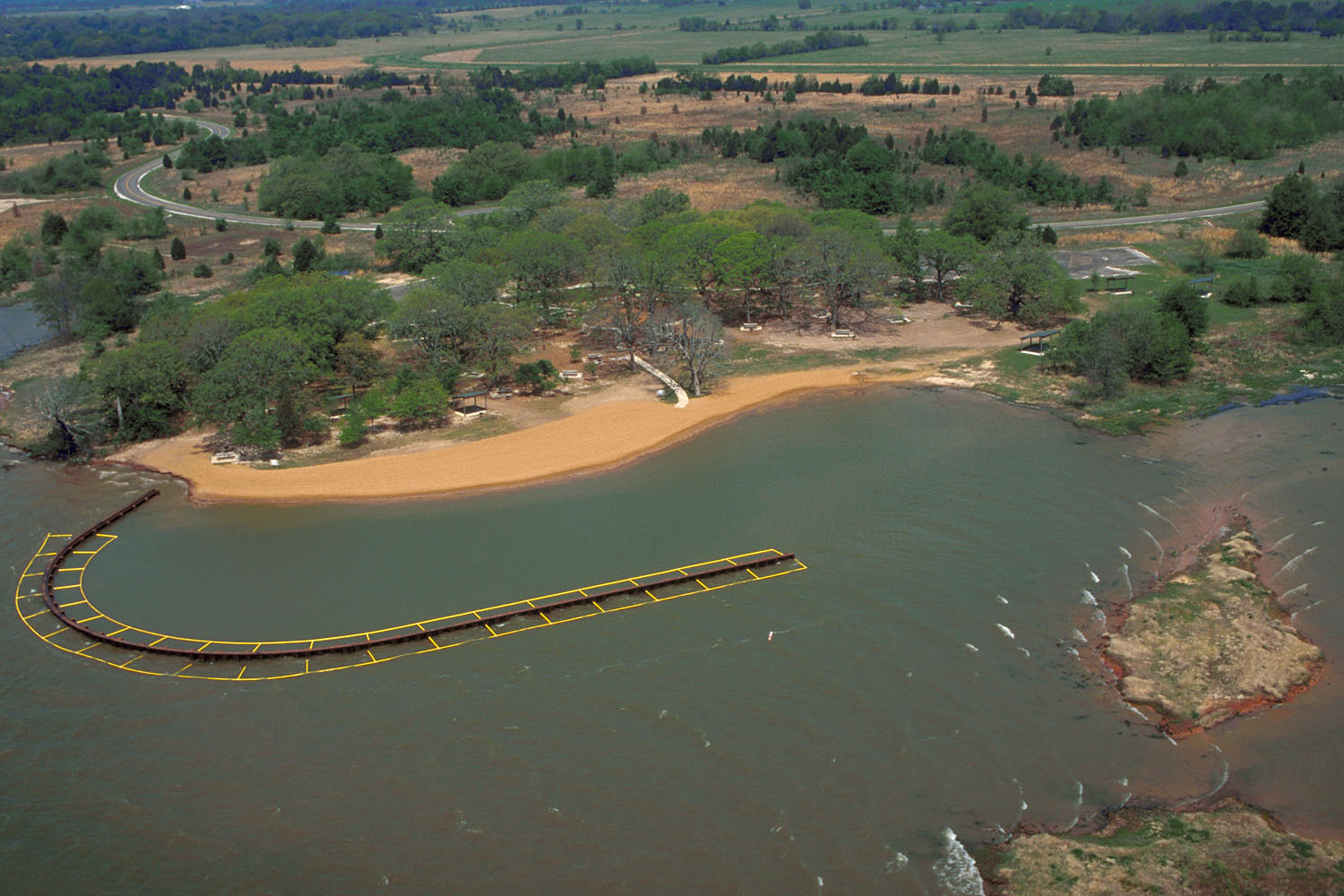
Пляж на берегу Купер-Лейк

В 1991 году рядом с городом было завершено строительство водохранилища Купер-Лейк, которое вскоре после этого стало центром развлечений округа Делта. Водохранилище используется для рыбалки, плавания и прогулок на лодках. На северном берегу водохранилища располагается парк штата Купер-Лейк, на восточном берегу - смотровая площадка.

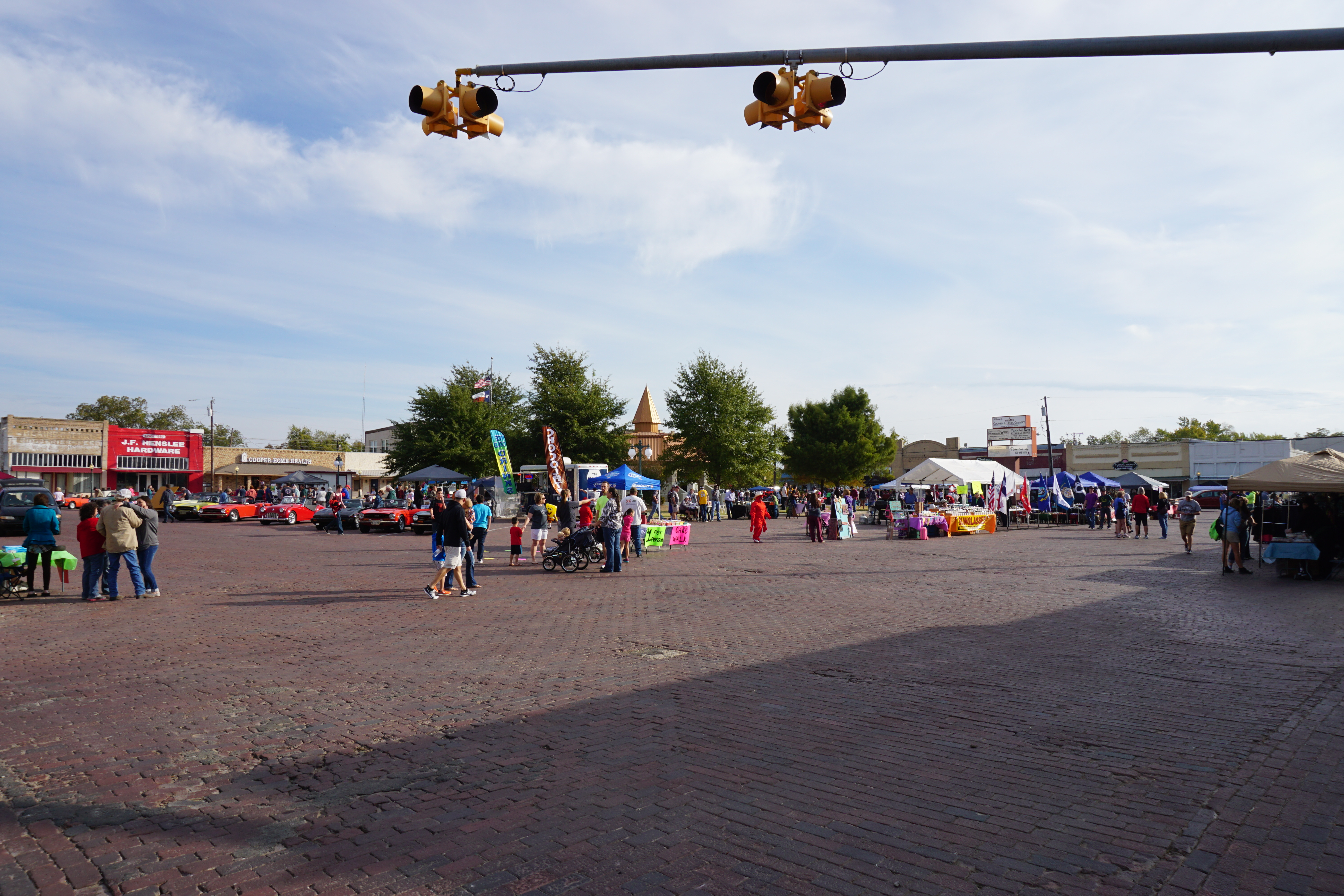
Чиггерфест-2015

В октябре в городе проходит ежегодный фестиваль Чиггерфест. Мероприятие начинается концертом на открытом воздухе, в рамках фестиваля проводятся забег на 5 километров и разбивание машины.